# Milk Inc.
Milk Inc. este un grup dance format în Belgia în 1996. Până în prezent șapte albume și 39 de single-uri.

## Membri
Regi Penxten
Filip Vandueren
Linda Mertens

## Foști membri
Nikkie Van Lierop (1997)
Sofie Winters (1997)
John Miles Jr.(1997–2000)
Ann Vervoort (1997-2000), decedată

## Albume
Apocalyps Cow (Franța, cu numele formației "La Vache") (1998)
Apocalypse Cow (1999)
Apocalypse Cow (Spania)
Apocalypse Cow Millennium Edition (1999)
Land Of The Living (2000)
Double Cream (Europa) (2001)
Double Cream (Polonia)
Double Cream (Canada)
Double Cream (Singapore) (2001)
Milk Inc. (UK) (2002)
Milk Inc. (U.S. ) (2002)
Closer (2003)
Best Of Milk Inc. (Australia) (2004)
Closer (U.S.) (2005)
Milk Inc. Essential (2005)
Supersized (2006)
Supersized (Polonia) (2006)
Supersized XL (2006)
Best Of (2007)
Forever (2008)[19]

## Premii
MIA Award – Cel mai bun album Dance/Elektro 2009
Kids Awards 2009
TMF Awards Belgia – Cea mai bună interpretare scenică națională
TMF Awards Belgia – Cea mai bună interpretare live națională 2008
Discul de platină Belgia – Albumul "Forever" [5]
MIA Award – Cel mai bun album Dance/Elektro
TMF Awards Belgia – Cea mai bună interpretare scenică națională
TMF Awards Belgia – Cea mai bună interpretare live națională
TMF Awards Belgia – Cel mai bun album național 2007
Discul de platină Belgia – Albumul "Supersized"
Discul de aur - Albumul "The Best Of"
TMF Awards Belgium - Cea mai bună interpretare scenică națională 2006
TMF Awards Belgia - Cea mai bună interpretare scenică națională 2005
TMF Awards Belgia - Cea mai bună interpretare scenică națională
Belgadance Awards Belgia – Cel mai bun producător, Regi Penxten 2004
TMF Awards Belgia - Cea mai bună interpretare scenică națională
TMF Awards Belgia - Life Time Achievement 2003
TMF Awards Belgia - Cea mai bună interpretare scenică națională 2002
TMF Awards Belgia- Cea mai buna interpretare scenică națională 2001
Hitkrant The Netherlands – Cel mai bun artist internațional
Hitkrant The Netherlands – Cel mai bun single internațional "Walk On Water"
TMF Awards The Netherlands - Cea mai bună interpretare scenică internațională
TMF Awards Belgia- Cea mai bună interpretare scenică națională
TMF Awards Belgia – Cel mai bun videoclip "Never Again" 2000
Top Radio Awards Belgia – Cea mai bună solistă, Ann Vervoort
Radio Donna Awards Belgia – Cel mai bun cântec de vacanță al anului "Oceans"
TMF Awards Belgia – Cel mai bun single național "Walk On Water" 1999
Radio Donna Awards Belgia - Peper Award "In My Eyes"
Move X Dance Awards Belgia – Cel mai bun dance, Single-ul "In My Eyes"
TMF Awards Belgium - Cea mai bună interpretare scenică natională